# Koninkrijk Kroatië (Habsburg)
Het koninkrijk Kroatië was een administratief onderdeel (koninkrijk) van de Habsburgse monarchie van 1527 tot 1868.
Tot de 18de eeuw omvatte het koninkrijk maar een klein deel van het huidige Kroatië, namelijk het noordwestelijke gedeelte rond de hoofdstad Zagreb en een deel kustgebied rond Rijeka dat geen deel was van het Ottomaanse Rijk of de Militaire Grens. 
Het Habsburgse Kroatië  ontstond uit het Hongaars Kroatië in 1527, vlak na de Slag bij Mohacs, onderdeel van het Habsburgse rijk. In 1744 werd het koninkrijk Slavonië ook bij Kroatië gevoegd en werd een autonoom deel van het kroonland. In 1849 werden de beide landen administratief gescheiden tot 1868 toen ze in het kader van de Hongaars-Kroatische Ausgleich het nieuwe kroonland koninkrijk Kroatië en Slavonië vormden.

## Demografie
In 1840 waren er 1.605.730 inwoners, waarvan 
- 777.880 Kroaten (48%)
- 504.179 Serven (32%)
- 297.747 Šokci (19%)